# 3039 Yangel
A 3039 Yangel (ideiglenes jelöléssel 1978 SP2) a Naprendszer kisbolygóövében található aszteroida. Ljudmila Vasziljevna Zsuravljova fedezte fel 1978. szeptember 26-án.